# Срубленный вяз Жизора

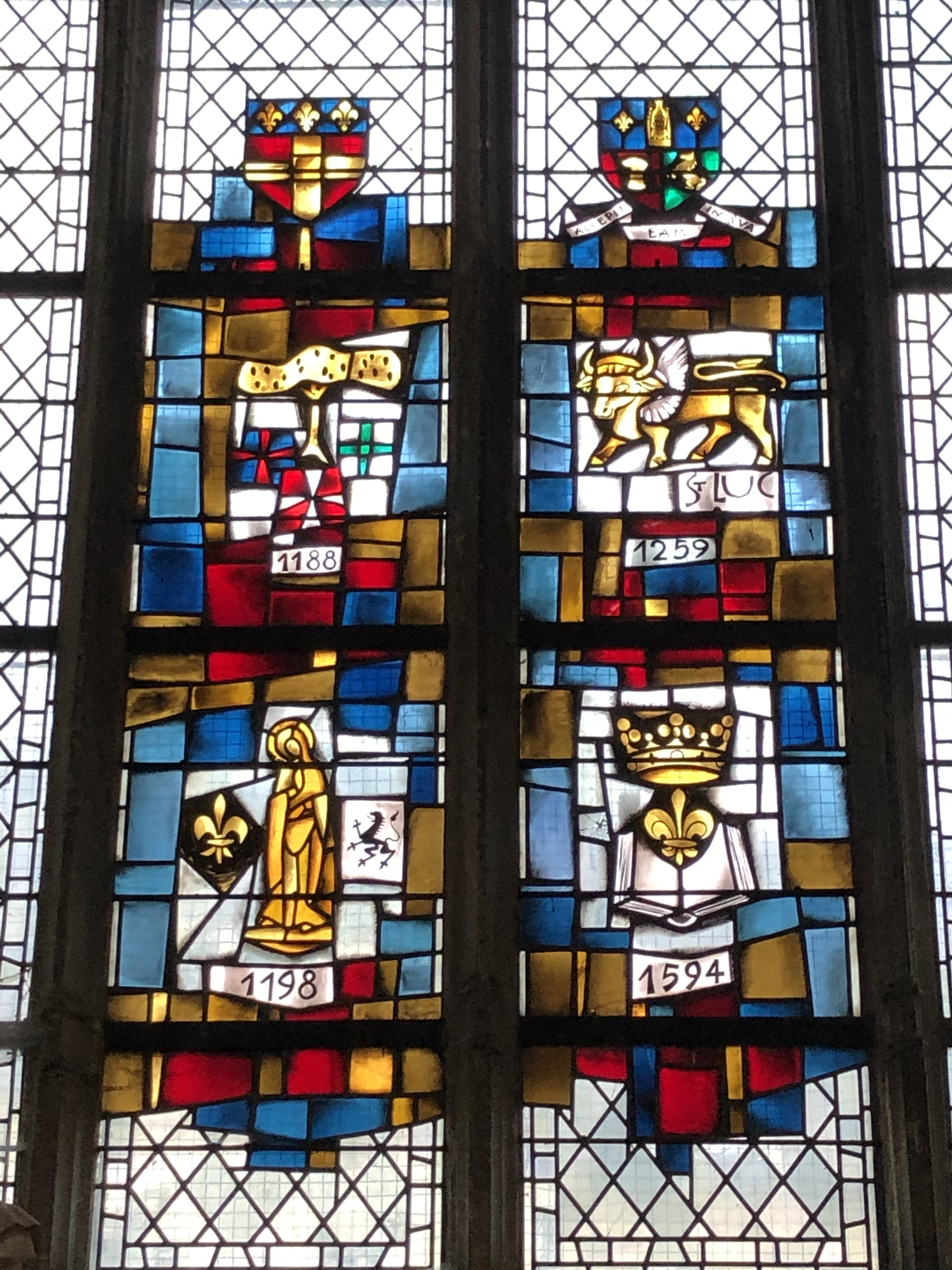
Витраж с изображением срубленного вяза (левый верхний сегмент). Церковь Святых Гервасия и Протасия, Жизор

Вырубка вяза — дипломатическая ссора между королями Франции и Англии в 1188 году, во время которой был срублен вяз возле Жизора в Нормандии.

## Дипломатическая важность

Франция в 1180 году. Король Англии владел территориями, обозначенными красным. Жизор находился в Вексине, между англо-нормандскими землями и королевским доменом.

В XII веке дерево росло на традиционном месте франко-нормандских переговоров, поскольку область была расположена на границе между Нормандией, которой управлял английский король, и владениями французского короля.

## Предания
Один рассказ повествует о встрече между королем Англии Генрихом II и французским королем Филиппом II в 1188 году после падения Иерусалима: 
 В Жизоре Генрих II и его советники стояли в тени вяза, в то время как Филипп и его окружение страдали от жары. После встречи Филипп приказал срубить дерево и иссечь его на куски. 
 Совершенно иную версию событий даёт менестрель из Реймса (Minstrel of Rheims) в историко-фантастическом произведении тринадцатого века (ок. 1260): 
 Король Ричард послал сообщение графам Сансера и Барре, в котором сказал, что они взяли хлеб короля и ничего не дали ему взамен, но если они будут достаточно смелы, чтобы подойти к дереву вяза в Гизоре, он будет считать их по-настоящему смелыми. Французская знать возвратила сообщение, что они придут на следующий день, в третий час, чтобы срубить дерево, несмотря на него. Когда английский король услышал, что они собираются срубить дерево, он укрепил ствол железными лентами, которые были обернуты вокруг него пять раз. На следующее утро французские дворяне вооружились и собрали пять эскадронов своих людей, один из которых возглавлял граф Сансер, другой — граф Шартр, третий —  Вандом, четвёртый — граф Невер и пятый — сэр Уильям из Барре и сэр Ален из Руси. Они подъехали к дереву вяза в Гизоре, с арбалетчиками и плотниками впереди, и у них в руках были острые топоры и хорошие заостренные молотки, с помощью которых можно было разрезать полосы, которые были скреплены вокруг дерева. Они остановились на вязовом дереве, сорвали полосы и срубили его, несмотря на все сопротивление. 

## В популярной культуре
Это событие использовалось в истории, предложенной Пьером Плантаром, и другими псевдоисторическими теориями. В этом контексте рубка вяза изображалось как обозначение раскола между тамплиерами и Приоратом Сиона .
Событие упоминается, также, в романах Александра Сегеня «Древо Жизора» и «Ричард Львиное Сердце: Поющий король».